# Cyphomyia aurifrons
Cyphomyia aurifrons är en tvåvingeart som beskrevs av Christian Rudolph Wilhelm Wiedemann 1830. Cyphomyia aurifrons ingår i släktet Cyphomyia och familjen vapenflugor. Inga underarter finns listade i Catalogue of Life.